# Nadia Hamza
Nadia Hamza (sinh năm 1939 tại Port Said)  là một đạo diễn, nhà sản xuất và biên kịch phim người Ai Cập. Trước khi làm đạo diễn, Hamza làm việc như một biên kịch, trợ lý và nhà sản xuất. Bà trở thành một đạo diễn và nhà biên kịch thành công được biết đến với việc làm phim với các nữ chính thảo luận về khát vọng và kinh nghiệm của phụ nữ. Năm 1994, bà thành lập công ty sản xuất của riêng mình, Seven Stars Studio và bắt đầu hợp tác với các nhà làm phim Ai Cập khác. Nadia tin rằng nữ đạo diễn khác với nam đồng nghiệp của họ về chủ đề của bộ phim và cách họ xử lý và sử dụng máy ảnh. Bà được biết đến với vai diễn phụ nữ và thách thức quan điểm xã hội đối với phụ nữ làm việc. Bà được miêu tả là người chiến thắng và tập trung vào các vấn đề của phụ nữ, đặc biệt là phụ nữ làm việc.

## Đầu đời
Nadia sinh ra tại thành phố Port Said, Bắc Cairo năm 1939. Hamza làm nhà báo trong bộ phận nghệ thuật của tờ báo 'Al Goumhouriah' khi gia đình bà chuyển đến Cairo. Sau đó, bà tìm được một công việc tại một tạp chí nổi tiếng của Ai Cập, "Al Kawakeb", điều này dẫn bà đến việc kết nối với các nghệ sĩ, diễn viên, nhà sản xuất và đạo diễn phim. Bà đã tham gia một khóa học viết kịch bản tại Học viện Điện ảnh và trở thành trợ lý cho cô giáo Niazi Mustafa, người cũng là một đạo diễn phim. Mustafa hứa với Hamza rằng ông sẽ thuê bà làm trợ lý cho giám đốc sau khi bà kết thúc khóa học và sau đó họ cùng nhau thực hiện một tính năng.

## Sự nghiệp
Tác phẩm đầu tay và đạo diễn đầu tay của bà, Sea of Fantasy / Bahr al-awham (1984), được giới phê bình điện ảnh Bắc Phi và Trung Đông đánh giá cao. Nadia bắt đầu chỉ đạo và sản xuất một tính năng mới mỗi năm với Women / Al-Nisa vào năm 1985, Women After Bars / Nisa Khalfa al-qoudban năm 1986, A Woman's Greed / Hiq Imra'ah năm 1987, The Woman and the Law / Al -Mar'ah wa-I-qanoun and Women, Alas! / Imra'ah li-I-asaf năm 1988. Hamza kiếm được tiền lương đầu tiên của mình với tư cách là trợ lý đạo diễn phim cho Niazi Mustafa trong 'Saghira Ala Al Hobb' (1966).  Hamza sau đó được biết đến như một nhà làm phim nữ quyền được biết đến với việc giới thiệu phụ nữ như họ, chứ không phải là hình ảnh phổ biến trong melo drama Ai Cập. Bộ phim đầu tiên Sea of Fantasy / Bahr al-awham 1984 của bà kể về những người phụ nữ làm gái mại dâm, Women Phía sau Bars / Nisa Khalfa al-qoudban (1986) kể về con gái của một nữ cai ngục cuối cùng bị bắt dưới sự giám sát của bà ấy sau khi bị bắt gặp đang xem một bộ phim khiêu dâm. Sau khi thành lập công ty sản xuất của riêng mình, Hamza đã hợp tác với các nhà biên kịch nữ Ả Rập khác, như Inas Bakr và Noor El Din. Hamza có một chủ đề tái xuất hiện trong các bộ phim của bà theo hình mẫu các nữ chính mạnh mẽ ở Trung Đông và Bắc Phi, những người bị thúc đẩy bởi nghèo đói và khốn khổ. Các nhân vật của bà được định sẵn để chết và thất bại, nhưng đến cuối phim, họ đã chuộc lại vượt qua lựa chọn của họ.

## Phim ảnh
Đạo diễn
- Biển tưởng tượng / Bahr al-awham (1984)
- Phụ nữ / Al-Nisa (1985)
- Phụ nữ đứng sau quán bar / Nisa Khalfa al-qoudban (1986)
- Lòng tham của phụ nữ / Hiq Imra'ah (1987)
- Người phụ nữ và pháp luật / Al-Mar'ah wa-I-qanoun (1988)
- Phụ nữ, Than ôi! / Imra'ah li-I-asaf (1988)
- Ma'araket Alnaqeeb Nadia (1990)
- Nesaa Sa'aleek (1991) [5]
- Emra'a Wa Emra'a (1995)
- Wehyat Alby Wa Afraho (2000)

Trợ lý đạo diễn
- 'Saghira Ala Al Hobb (1966)